# Joan McCord
Joan McCord (* 4. August 1930 in Manhattan; † 24. Februar 2004 in Narberth, Pennsylvania) war eine  US-amerikanische Kriminologin, die an der Temple University forschte und lehrte. 1989 amtierte sie als Präsidentin der American Society of Criminology (ASC). Sie war die erste Frau in dieser Funktion.
McCord studierte an der Harvard University und an der Stanford University, wo sie zur Ph.D. promoviert wurde. 1987 ging sie als Professorin an die Temple University in Philadelphia.

## Schriften (Auswahl)
- Crime and family. Selected essays of Joan McCord. Temple University Press, Philadelphia 2007, ISBN 1592135579.
- Mit William McCord: The psychopath. An essay on the criminal mind. Van Nostrand, Princeton 1964.
- Mit William McCord: Origins of alcoholism. Stanford University Press, Stanfor 1960.
- Mit William McCord: Psychopathy and delinquency. Grune & Stratton, New York 1956.